# Ensoniq VFX

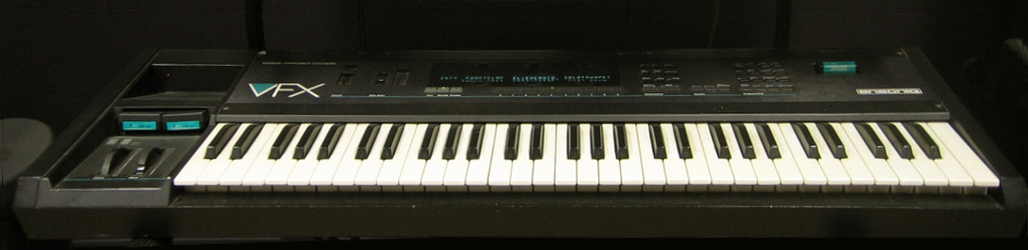
Ensoniq VFX

O Ensoniq VFX foi um sintetizador lançado pela Ensoniq em  1989. Pouco depois, o VFX-SD incluiu algumas formas de onda atualizadas (ondas de tambor), um sequenciador de 24 pistas e uma unidade de disquete. Ambos os modelos foram equipados com o chip de processamento de sinal Ensoniq (ESP) para 24-bit efeitos. O VFX-SD também incluiu duas saídas AUX, o que permitiu um total de 4 saídas do sintetizador para dando uma maior flexibilidade. Os modelos iniciais incluíam 21 notas polifônicas, enquanto que os posteriores chegaram a 31 notas polifônicas.

## Características
As capacidades de desempenho do VFX fizeram dele um favorito dos músicos em utilizações ao vivo, do fato que se podiam selecionar até três sons, combiná-las em uma predefinição (20 predefinições do usuário na memória, uma de cada vez)  a qualquer momento e salvá-los em uma configuração personalizada-programado. Uma vez que cada um de voz pode ser feita de até seis sons individuais, as possibilidades foram muito ampla como o uso de key-ranges/splits diferentes para cada uma das seis vozes (embora significativamente comeu polifonia). Uma característica particular que tornou o VFX e VFX-SD pioneiro, foi a adoção de teclas sensitivas. 
O VFX-SD também acrescentou um drive de disquete, para fins de arquivamento de dados adicionais, e são utilizados para: sons simples, conjuntos de 6 ou 30 conjuntos de sons, bancos inteiros (60 sons) e predefinições individuais.

## Confiabilidade
O recurso das teclas sensitivas, tornou um Ensoniq VFX, um produto preferido pelos músicos mas ao mesmo tempo trouxe inúmeros problemas para o equipamento. Teclas estavam sujeitas a flexão e poderiam quebrar em pontos de solda, fazendo com que o teclado não conseguisse ativar seu próprio de sistema de calibração. Outro problema relacionado era problemas de sobre aquecimento o que obrigou a fabricante a realizar inúmeras versões revisadas do equipamento.

## Utilizadores notáveis
- Richard Barbieri (Porcupine Tree)
- Tony Banks (Genesis)
- Kotie Vanden Bosch (Dwarf Corpse)
- Hudson Mohawke
- Rick Wakeman